# Hoa Lu
Hoa Lu (vietnamsky Hoa Lư) je hlavní město stejnojmenné provincie Ninh Binh. Nachází se v deltě Rudé řeky v severním Vietnamu, 93 kilometrů jižně od Hanoje. Před rokem 2024 se nazývalo Ninh Binh.

## Statistiky města
Město má rozlohu 4836,49 hektarů a 130 517 obyvatel. Žijí zde převážně etničtí Vietové.